# Jean Mouchel
Jean Mouchel (ur. 22 maja 1928 w Bricquebosq, zm. 7 marca 2022) – francuski polityk, działacz rolniczy i pisarz, poseł do Parlamentu Europejskiego I i II kadencji.

## Życiorys
Wychowywał się w Lieusaint. Z zawodu rolnik, zajmował się prowadzeniem farm w Folligny i Noyers-Bocage. Zajął się działalnością w organizacjach rolniczych: należał do młodzieżowego ruchu Jeunesse agricole catholique, później został wiceszefem krajowego zrzeszenia Fédération nationale des syndicats d'exploitants agricoles. Kierował izbami rolniczymi w departamencie Calvados i regionie Dolna Normandia, został zastępcą sekretarza krajowej federacji takich izb. Był też szefem rady ekonomicznej i społecznej Dolnej Normandii.
Zaangażował się w działalność Zgromadzenia na rzecz Republiki, został m.in. doradcą ds. rolnych Jacques’a Chiraca. Zasiadał w radzie lokalnej gminy oraz regionu Dolna Normandia, od 1986 był jej wiceprzewodniczącym. W latach 1982–1983 i 1984–1989 sprawował mandat posła do Parlamentu Europejskiego (w pierwszej kadencji zastąpił Jeana-José Clémenta). Przystąpił do Europejskich Progresywnych Demokratów (I kadencja) i Europejskiego Sojuszu Demokratycznego (II kadencja), został wiceprzewodniczącym Komisji ds. Rolnictwa, Rybołówstwa i Rozwoju Wsi. Od końca lat 90. zajął się pisarstwem, opublikował kilka powieści i książkę wspomnieniową.

## Odznaczenia
Odznaczony Legią Honorową V klasy i Orderem Zasługi Rolniczej.